# Resolució de pantalla
La resolució de pantalla o definició de pantalla és la capacitat que té un sistema visual de comunicacions (com la televisió) per mostrar la màxima freqüència espacial (nombre de cicles per unitat de longitud donada una direcció). Se sol parlar de resolució horitzontal (nombre de línies verticals) i resolució vertical (nombre de línies horitzontals).

## Aspectes tècnics
La resolució de pantalla es mesura en cicles per unitat de longitud, generalment en cicles per amplada d'imatge (cpw) o en cicles per alçada d'imatge (cph). En el cas de TV la definició vertical se sol mesurar en línies (on una línia equival aproximadament a un cicle).
En televisió la definició vertical (Dv) depèn del factor de Kell i es calcula com: 
{\displaystyle D_{V}=k{\frac {N_{V}}{2}}(cph)}
Mentre que la definició horitzontal depèn del temps de línia i de l'amplada de banda:
{\displaystyle D_{H}=T_{AL}\cdot BW(cpw)}
Si cal tenir la mateixa definició vertical i horitzontal, és a dir per a aconseguir píxels quadrats, s'ha de complir {\displaystyle D_{H}(cm^{-1})=D_{V}(cm^{-1})}. Per exemple per a una relació d'aspecte 4:3, per aconseguir que ambdues definicions (vertical i horitzontal) siguin iguals s'ha de complir que {\displaystyle {\frac {D_{H}}{D_{V}}}={\frac {4}{3}}}.
Els fabricants de productes electrònics van aplicar abreviatures per explicar les resolucions de pantalla la televisió d'alta definició es van convertir en la norma a partir del nombre de línies horitzontals a la pantalla. La resolució de 720p es coneix com Alta definició, resolució HD o HD Ready i normalment significa que la pantalla té 1280 x 720 píxel, 1080p, FHD o Full HD normalment es refereix a pantalles de 1920 x 1080 píxels, 1440p, QHD o Quad s'empra en monitors de joc i telèfons de gamma alta amb pantalla de 2560 x 1440 píxels. La resolució 4K, UHD, Ultra HD o 2160p (normalment 3840 x 2160 píxels) es troba en televisors intel·ligents premium i monitors d'ordinador, i s'anomena 4K perquè l'amplada és propera als 4000 píxels. 8K o 4320p (generalment 7680 x 4320 píxels) només es troba en televisors intel·ligents premium i monitors d'ordinador.

## Exemples de resolucions

Diverses resolucions de pantalla comparades.

### Resolucions en teledifusió digital
Amb l'aparició de la televisió digital han aparegut nous termes relatius a la resolució que contribueixen a definir millor el sistema. La resolució espacial queda definida pel producte de les línies actives per quadre pels píxels actius per línia. Per a una imatge de HDTV de 1.080 línies actives i 1.920 píxels per línia la resolució espacial serà de 2.073.600 píxels. Ara bé, si la imatge és d'exploració entrellaçada, tenint en compte un factor de Kell de 0,7, la resolució espacial que percebrà l'espectador serà d'1.451.520 píxels. Per una imatge de HDTV de 720 línies actives i 1.280 píxels per línia, la resolució espacial serà de 921.600 píxels. Si aquesta imatge s'explora en mode progressiu la resolució que es percebrà, prenent un factor de Kell de 0,9 serà de 829.440 píxels. Això significa que la imatge de HDTV d'1.451.520 píxels ofereix una resolució espacial superior al 75% en comparació amb una imatge de HDTV de 829.400 píxels. De moment, no existeixen sistemes visualitzadors de HDTV per 1.451.520 píxels a un preu assequible i a causa d'això, aquesta elevada resolució tan sols està destinada per quedar implantada en sales professionals. Per al mercat domèstic la resolució espacial de 829.400 píxels és la més idònia, perquè n'existeixen visualitzadors a preu assequible.
En televisió digital també s'ha de tenir en consideració la resolució temporal, un terme que no existeix en fotografia, ja que es visualitzen imatges estàtiques, és a dir, detingudes en temps. La resolució temporal és la capacitat de resoldre imatges en moviment donant una sensació de moviment continu. Un estàndard té major resolució temporal com major sigui la seva freqüència d'exploració. Així per exemple, un estàndard explorat a 25 quadres per segon té menys resolució temporal que un de 60 quadres per segon.

### Resolució informàtica
La indústria informàtica, a diferència de la indústria teledifusora, es recolza en sistemes tancats, on cada fabricant dissenya el sistema que millor s'adapta a les seves necessitats tècniques i econòmiques. Per aquesta circumstància s'ha desenvolupat una gran diversitat de sistemes. A més, la indústria informàtica, que es recolza en sistemes digitals, utilitza el terme de resolució vertical per a definir el nombre de línies actives i el terme de resolució horitzontal per al nombre d'elements elementals (píxels per línia).
En la taula següent es mostren les característiques bàsiques de diferents targetes gràfiques.
| Paràmetre                | VGA       | SVGA   | XGA      | XVGA      |
| ------------------------ | --------- | ------ | -------- | --------- |
| Relació d'aspecte        | 4:3       | 4:3    | 4:3      | 5:4       |
| Resolució horitzontal    | 640       | 800    | 1.024    | 1.280     |
| Resolució vertical       | 480       | 600    | 768      | 1.024     |
| Nombre de línies actives | 480       | 600    | 768      | 1.024     |
| Nombre de línies totals  | 525       | 666    | 806      | 1.068     |
| Amplada de banda (BW)    | 15,75 MHz | 25 MHz | 37,5 MHz | 63,24 MHz |

Es pot apreciar que la resolució espacial, tenint en consideració la relació d'aspecte, és idèntica, tant en sentit horitzontal com en vertical. Totes les imatges informàtiques són de resolució progressiva i en aquestes condicions el factor de Kell és de 0,9. Per tant, per a una imatge XGA la resolució vertical que percep l'espectador és de 0,9768, és a dir, 691,2 línies (690 línies aproximadament). Per tant, si aquest espectador la compara amb una bona imatge PAL (400 línies) aprecia una notable diferència, ja que la imatge XGA ofereix una resolució d'un 72,5% superior a la imatge PAL.

## Resolucions estàndard
| Estàndard                  | Resolució | Escala      | Escala normalitzada | Píxels |
| -------------------------- | --------- | ----------- | ------------------- | ------ |
| CGA                        | 320×200   | 16:10       | 1,6:1               | 64 K   |
| QVGA                       | 320×240   | 4:3         | 1,33:1              | 77 K   |
| B&W Macintosh/Macintosh LC | 512×384   | 4:3         | 1,33:1              | 197 K  |
| EGA                        | 640×350   | aprox. 11:6 | 1,83:1              | 224 K  |
| MCGA                       | 640×480   | 4:3         | 1,33:1              | 307 K  |
| HGC                        | 720×348   | 60:29       | 2,07:1              | 251 K  |
| MDA                        | 720×350   | 72:35       | 2,06:1              | 252 K  |
| Apple Lisa                 | 720×360   | 2:1         | 2:1                 | 259 K  |
| SVGA                       | 800×600   | 4:3         | 1,33:1              | 480 K  |
| WVGA                       | 850×480   | 16:9        | 1,78:1              | 409 K  |
| XGA                        | 1024×768  | 4:3         | 1,33:1              | 786 K  |
| XGA+                       | 1152×864  | 4:3         | 1,33:1              | 995 K  |
| WXGA                       | 1280×768  | 15:9        | 1,67:1              | 983 K  |
| WXGA                       | 1360×768  | 16:9        | 1,78:1              | 1020 K |
| WXGA+ ?                    | 1280×800  | 16:10       | 1,6:1               | 1 M    |
| SXGA                       | 1280×1024 | 5:4         | 1,25:1              | 1'3 M  |
| WSXGA o WXGA+              | 1440×900  | 16:10       | 1,6:1               | 1'4 M  |
| SXGA+                      | 1400×1050 | 4:3         | 1,33:1              | 1'5 M  |
| WSXGA                      | 1600×1024 | 25:16       | 1,56:1              | 1'6 M  |
| WSXGA+                     | 1680×1050 | 16:10       | 1,6:1               | 1'8 M  |
| UXGA                       | 1600×1200 | 4:3         | 1,33:1              | 1'9 M  |
| WUXGA                      | 1920×1200 | 16:10       | 1,6:1               | 2'3 M  |
| -----                      | 2048×1152 | 16:9        | 1,78:1              | 2'35 M |
| QXGA                       | 2048×1536 | 4:3         | 1,33:1              | 3'1 M  |
| WQXGA                      | 2560×1600 | 16:10       | 1,6:1               | 4'1 M  |
| QSXGA                      | 2560×2048 | 5:4         | 1,25:1              | 5'2 M  |
| WQSXGA                     | 3200×2048 | 25:16       | 1,56:1              | 6'6 M  |
| QUXGA                      | 3200×2400 | 4:3         | 1,33:1              | 7'7 M  |
| WQUXGA                     | 3840×2400 | 16:10       | 1,6:1               | 9'2 M  |
| HSXGA                      | 5120×4096 | 5:4         | 1,25                | 21 M   |
| WHSXGA                     | 6400×4096 | 25:16       | 1,56:1              | 26 M   |
| HUXGA                      | 6400×4800 | 4:3         | 1,33:1              | 31 M   |
| WHUXGA                     | 7680×4800 | 16:10       | 1,6:1               | 35 M   |